# Hůrský rybník
Hůrský rybník je malý rybník nedaleko obce Hůry, podle které má jméno. Nachází se v katastru obce Adamov. Rybník je v nadmořské výšce 547 m n. m., 0,5 km severně od vrcholu Baba (583 m). Rybník dříve plnil rekreační funkci, nacházel se zde kemp a restaurace Florida.

## Vodní režim
Rybník je napájený málo vydatným potůčkem pramenícím na louce nad rybníkem. Potůček má název Stoka a následně se vlévá do potoka Kyselá voda a ten vtéká do Vltavy.